# Koun-Fao
 Koun-Fao è una città, sottoprefettura e comune della Costa d'Avorio, situata nella regione di Gontougo. È capoluogo dell'omonimo dipartimento e conta una popolazione di 31 982 abitanti (censimento 2014).